# Красільчук Володимир Ярославович
Володимир Ярославович Красільчук (нар. 2 листопада 1955, Радванці) — український дипломат. Тимчасово повірений у справах України в Республіці Куба (2000—2001). Тимчасово повірений у справах України в Іспанії (2012).

## Біографія
Народився 2 листопада 1955 року в селі Радванці на Львівщині. У 1981 році закінчив Київський державний університет ім. Т. Шевченка, факультет міжнародних відносин і міжнародного права, за фахом економіст-міжнародник, референт-перекладач іспанської мови. В грудні 1988 р. закінчив аспірантуру при Київському інституті народного господарства. Кандидат економічних наук (1989).
З 1994 року на дипломатичній роботі в Міністерстві закордонних справ України. З червня 1997 по березень 1998 р. — перший секретар, з березня 1998 р. по січень 1999 р. — в. о. зав. відділом країн Латинської Америки, з січня 1999 р. — радник з політичних питань Посольства України в Республіці Куба. З серпня 2000 по жовтень 2001 — Тимчасово повірений у справах України в Республіці Куба. З 2005 р. по 2008 р. — консул України в Республіці Португалія. З 23 лютого 2012 по 5 липня 2012 — Тимчасово повірений у справах України в Іспанії. З 2012 року радник з економічних питань Посольства України в Іспанії.